# Império do Bacamarte
Império do Bacamarte é uma obra do historiador e escritor cearense Joaryvar Macedo, publicado em 1990, que aborda o tema do coronelismo no Ceará. A obra é considerada um marco na historiografia política do nordeste brasileiro.

## Enredo
Com o título Império do bacamarte: uma abordagem sobre o coronelismo no Cariri cearense, foi lançado originalmente pela Imprensa Universitária da UFC em 1990 e reeditado outras três vezes,  em 1992 e 1998 pela mesma editora e em 2022 pela editora Ayni Produções Culturais.
O livro apresenta um recorte histórico de quatro décadas, compreendendo o período da Primeira República Brasileira entre os anos de 1890 a 1930. Época marcada por vários conflitos e pela efervescência do mandonismo no Brasil, com a consolidação das oligarquias com o maior poder dado para as elites regionais.
A obra detalha a origem e o apogeu do coronelismo na região sul cearense, palco de disputas políticas e conflitos armados. Narra a chegada dos oligarcas ao poder, as deposições, a luta pela manutenção dos privilégios com a criação de exércitos particulares, alianças com cangaceiros, a cumplicidade do estado, da igreja e dos homens da lei. Todos envolvidos em um cenário caótico, sustentado por meio da violência à lei do bacamarte.
Tendo o Cariri cearense como elemento central, por ser um importante palco político, a obra trás luz a eventos que ocorreram na região como o Massacre do Alto do Leitão, a Questão do Coxá, a Questão dos Geraldos, a Questão de 8, o Fogo dos Taveira, o famigerado Pacto dos Coronéis, a sedição de Juazeiro, dentre vários outros conflitos.

## Personagens
Dentre os vários personagens históricos da obra, destacam-se:
- Políticos: Nogueira Accioli, Benjamim Liberato Barroso, Franco Rabelo.
- Clérigos: Padre Cícero, Padre Macedo.
- Coronéis: Floro Bartolomeu, Coronel Santana, Cel. Belém de Figueiredos, Cel. Antônio Luis Alves Pequeno, Cel. Domingos Leite Furtado, Cel. Zé Inácio do Barro, Cel. Gustavo Augusto Lima, Dona Fideralina Augusto, Cel. Isaías Arruda, Cel. Napoleão Franco da Cruz Neves, Marica Macedo do Tipi, Cel. Felinto da Cruz Neves, Cel. Zé Pereira.
- Quinco Vasques, Chico Chicote.
- Cangaceiros: Lampião, João Calangro, Luiz Padre, Sinhô Pereira, Antônio Silvino.